# 郭泰禎
郭泰禎（1899年—？）字葆东，湖北广济（今武穴）人。中华民国政治人物。

## 生平
郭泰禎生于1899年（清光绪二十五年）。早年就读于上海南洋公学预科。后留学美国，获宾夕法尼亚大学沃顿商学院学士、纽约大学商业管理科硕士学位。1921年，任出席华盛顿会议中国国民党代表秘书。1926年8月归国，后任武汉国民政府外交部秘书。1927年3月，任国民政府外交部特派安徽交涉员，任至1928年11月19日。1927年7月27日，兼任芜湖江海关监督、芜湖内地税局局长，1927年10月22日不再兼任。1928年改任国民政府外交部条约委员会委员、山东交涉员，后兼任山东省政府外交顾问，赴济南协助处理济南惨案。1932年，任国民政府外交部驻沪办事处代理处长。同年3月，任外交部汉口市第三特别区市政管理局局长兼汉口英文《自由报》总经理。1937年4月到8月，任中国祝贺英王加冕典礼特使团专员，随代表团赴英国伦敦访问，局长职务则由周星堂代理。1947年4月24日，任立法院立法委员。

## 家庭
- 胞兄：郭泰祺[5]